# 스티븐 랜스다운
스티븐 필립 랜스다운(Stephen Philip Lansdown, 1952년 8월 30일 ~ )은 영국의 기업인으로 브리스틀 시티 FC의 구단주로 프랑스 남부에 별장을 소유하고 있다.
랜스다운은 영국 글로스터셔에서 교육과 훈련 회계사로 일하다가 1981년 12억 5000만 파운드에 브리스틀 시티 FC를 인수하였다. 2009년 4월 브리스틀 시티 FC의 새 축구 경기장 건설 비용인 47억 2000만 파운드를 지분 4.7%를 팔아 마련하였다.